# Wurzen
Wurzen är en stad i Landkreis Leipzig i det tyska förbundslandet Sachsen. Wurzenoh omnämns för första gången i ett dokument från år 961. Staden har cirka 17 000 invånare. Wurzen har pendeltågsstation och ingår i S-Bahn Mitteldeutschland, staden är mest känt för sitt kvarnverk och livsmedelsfabrik som tillverkar olika sorters snacks, flingor och Müsli, startat 1847

## Personligheter
- Max Baumbach, skulptör
- Paul Göhre, evangelisk präst och politiker
- Joachim Ringelnatz, författare och malare
- Otto Georg Thierack, jurist och politiker
- Theodor Uhlig, violinist och tonsättare

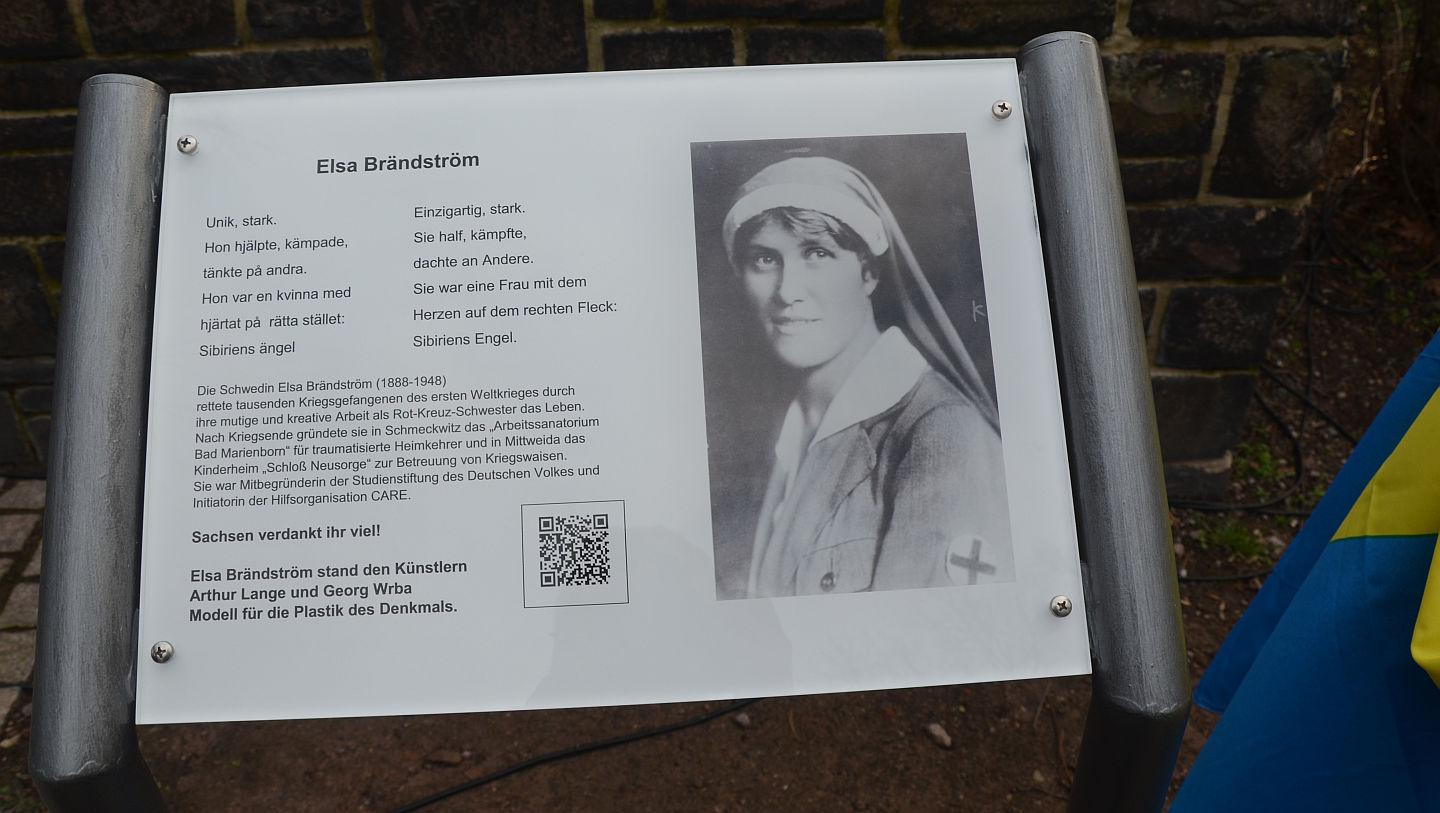
Minnesmärke Elsa Brändström i Wurzen